# Pavle Đurišić (basketballer)
Pavle Đurišić (Podgorica, 1 juni 2000) is een Montenegrijns basketballer.

## Carrière
Đurišić speelde vanaf 2016 tot 2019 High School-basketbal, hij speelde daaran een seizoen collegebasketbal van 2019 tot 2020 voor de Austin Peay Governors. Hij tekende in 2020 bij de Belgische eersteklasser Phoenix Brussels waar hij een seizoen speelde. In het seizoen 2021/22 speelde hij voor KB Prishtina uit Kosovo. In 2022 keerde hij terug naar Montenegro en tekende bij KK Podgorica. Na een seizoen ging hij spelen voor reeksgenoot KK Sutjeska. Na een seizoen keerde hij terug naar KK Podgorica.